# Сједињене Америчке Државе на Летњим олимпијским играма 1900.
Сједињене Америчке Државе су учествовале на Летњим олимпијским играма 1900. у Паризу са 75 спортиста (68 мушкараца и 7 жена) који су се такмичили у 9 спортова. 
На Играма су дебитовале жене у три спорта: једрењу, голфу и тенису. Америчке спортисткиње су учествовале у голфу (5) и тенису (2). Прву златну медаљу за САД у конкуренцији жена освојила је играчица голфа Маргарет Абот.
У укупном поретку САД су биле друге са 47 освојених медаља (19 златних, 14 сребрних и 14 бронзаних).

## Учесници по спортовима
| Спорт      | Мушкарци | Жене | Укупно | Злато | Сребро | Бронза | Укупно |
| ---------- | -------- | ---- | ------ | ----- | ------ | ------ | ------ |
| Атлетика   | 41       | 0    | 41     | 16    | 13     | 10     | 39     |
| Бициклизам | 1        | 0    | 1      | 0     | 0      | 1      | 1      |
| Веслање    | 9        | 0    | 9      | 1     | 0      | 0      | 1      |
| Голф       | 4        | 5    | 9      | 2     | 1      | 1      | 4      |
| Једрење    | 2        | 0    | 2      | 0     | 0      | 1      | 1      |
| Мачевање   | 3        | 0    | 3      | 0     | 0      | 0      | 0      |
| Пливање    | 1        | 0    | 1      | 0     | 0      | 0      | 0      |
| Поло       | 4        | 0    | 4      | 0     | 0      | 0      | 0      |
| Тенис      | 3        | 2    | 5      | 0     | 0      | 1      | 1      |
| Укупно (9) | 68       | 7    | 75     | 19    | 14     | 14     | 47     |

## Освајачи медаља
Најуспешнији амерички такмичар на Играма био је Алвин Крензлајн први спортиста који је освојио четири златне медаље на једним играма.

### Злато
| 1. Маргарет Абот — Голф, жене појединачно 2. Ирвинг Бакстер — Атлетика, скок увис 3. Ирвинг Бакстер — Атлетика, скок мотком 4. Реј Јури — Атлетика, скок удаљ без залета 5. Реј Јури — Атлетика, скок увис без залета 6. Реј Јури — Атлетика, троскок без залета 7. Џон Фланаган — Атлетика, бацање кладива 8. Френк Џарвис — Атлетика, 100 метара 9. Алвин Крензлајн — Атлетика, 60 метара 10. Веслање, осмерац — Вилијанм Кар, Хари Дебек, Џон Ексли, Џон Гајгер, Едвин Хидли, Џејмс Џувенал, Роско Локвуд, Едвард Марш, Луис Абел (кормилар) | 11. Алвин Крензлајн — Атлетика, 110 метара препоне 12. Алвин Крензлајн — Атлетика, 200 метара препоне 13. Алвин Крензлајн — Атлетика, скок удаљ 14. Макси Лонг — Атлетика, 400 метара 15. Мајер Принстајн — Атлетика, троскок 16. Чарлс Сендс — Голф, мушкарци појединачно 17. Ричард Шелдон — Атлетика, Бацање кугле 18. Џон Туксбери — Атлетика, 200 метара 19. Џон Туксбери — Атлетика, 400 метара препоне |

### Сребро
| 1. Ирвинг Бакстер — Атлетика, скок удаљ без залета 2. Ирвинг Бакстер — Атлетика, троскок без залета 3. Ирвинг Бакстер — Атлетика, скок увис без залета 4. Мередит Колкет — Атлетика, скок мотком 5. Џејмс Брендан Коноли — Атлетика, троскок 6. Џон Крејган — Атлетика, 800 метара 7. Тракстун Хер — Атлетика, бацање кладива | 8. Вилијам Холанд — Атлетика, 400 метара 9. Џозаја Макракен — Атлетика, бацање кугле 10. Џон Меклејн — Атлетика, 110 метара препоне 11. Мајер Принстајн — Атлетика, скок удаљ 12. Џон Туксбери — Атлетика, 60 метара 13. Џон Туксбери — Атлетика, 100 метара 14. Pauline Whittier — Голф, жене појединачно |

### Бронза
| 1. Џон Бреј — Атлетика, 1.500 метара 2. Роберт Гарет — Атлетика, троскок без залета 3. Роберт Гарет — Атлетика, бацање кугле 4. Дејвид Хол — Атлетика, 800 метара 5. Мерион Џоунс — Тенис, жене појединачно 6. H. MacHenry — Једрење, 3-10 тона 7. Џозаја Макракен — Атлетика, бацање кладива | 8. Џон Хенри Лејк — Бициклизам, 2.000 метара спринт 9. Фред Молони — Атлетика, 110 метара препоне 10. Дарија Прат — Голф, жене појединачно 11. Луис Шелдон — Атлетика, скок увис без залета 12. Луис Шелдон — Атлетика, троскок 13. Џон Туксбери — Атлетика, 200 метара препоне 14. Ричард Шелдон — Атлетика, бацање кладива |

## Резултати по дисциплинама

### Атлетика
На атлетским такмичењу учествовао је 41 амерички атлетичар, а освојено је 39 медаља. Медаља би било и више да организатор није прекршио договор представницима да се амерички такмичари из верских разлога не такмиче недељом, па су многи атлетичари одустали да учествују у финалним тркама које су биле одржане у недељу иако су у квалификацијама имали најбоље резултате.
Најуспешни такмичар са 4 освојене златне медаље је Алвин Крензлајн и који је у свим тркама поставио нове олимпијске рекорде. Са три златне следи Реј Јури. Највише медаља по 5 освојили су
Ирвинг Бакстер (2+3+0) и Џон Туксбери (2+2+1).
| Атлетичар            | Дисциплина           | Квалификације | Квалификације | Полуфинале       | Полуфинале       | Репасаж          | Репасаж          | Финале                  | Финале                  |
| Атлетичар            | Дисциплина           | Резултат      | Место         | Резултат         | Место            | Резултат         | Место            | Резултат                | Место                   |
| -------------------- | -------------------- | ------------- | ------------- | ---------------- | ---------------- | ---------------- | ---------------- | ----------------------- | ----------------------- |
| Алвин Крензлајн      | 60 м                 |               |               | 7,0 ОР           | 1/10             |                  |                  | 7,0 =ОР                 |                         |
| Алвин Крензлајн      | 110 м препоне        |               |               | 15,6 ОР          | 1/9              |                  |                  | 15,4 ОР                 |                         |
| Алвин Крензлајн      | 200 м препоне        |               |               | 27,0 ОР          | 2/11             |                  |                  | 25,4 ОР                 |                         |
| Алвин Крензлајн      | скок удаљ            | 6,930         | 2/12          |                  |                  |                  |                  | 7,185 ОР                |                         |
| Џон Туксбери         | 60 м                 |               |               | 7,2              | 2/10             |                  |                  | 7,1                     |                         |
| Џон Туксбери         | 100 м                | 11,4 =ОР      | 2-5/20        | 10,8 СР          | 1/12             |                  |                  | 11,1                    |                         |
| Џон Туксбери         | 200 м                |               |               | непознато        | 3-4/8            |                  |                  | 22,2 ОР                 |                         |
| Џон Туксбери         | 200 м препоне        | непознато     | 3-4/11        |                  |                  |                  |                  | непознато               |                         |
| Џон Туксбери         | 400 м препоне        | 1:01,0 ОР     | 1/5           |                  |                  |                  |                  | 57,6 ОР                 |                         |
| Едмунд Мајнахан      | 60 м                 |               |               | непознато        | 3-4/10           |                  |                  | 7,2                     | 4                       |
| Едмунд Мајнахан      | 100 м                | непознато     | 4-8/20        | непознато        | 10-12/12         | Није се пласирао | Није се пласирао | Није се пласирао        | Није се пласирао        |
| Вилијам Холанд       | 60 м                 |               |               | непознато        | 5-6/10           |                  |                  | Није се пласирао        | Није се пласирао        |
| Вилијам Холанд       | 200 м                |               |               | 24,0 ОР          | 1/8              |                  |                  | 22,9                    | 4                       |
| Вилијам Холанд       | 400 м                |               |               | непознато        | 4-6/15           |                  |                  | 49,6                    |                         |
| Френк Џарвис         | 100 м                | 10,8 СР       | 1/20          | 11,2             | 3/12             |                  |                  | 11,0                    |                         |
| Френк Џарвис         | троскок              |               |               |                  |                  |                  |                  | неознато                | 7-13/13                 |
| Френк Џарвис         | троскок без залета   |               |               |                  |                  |                  |                  | неознато                | 5-10/10                 |
| Артур Дафи           | 100 м                | 11,4 ОР       | 2-6/20        | 11,0             | 2/12             |                  |                  | Није завршио            | Није завршио            |
| Кларк Либли          | 100 м                | 11,4          | 2-6/20        | непознато        | 4-9/12           | непознато        | 3/6              | Није се пласирао        | Није се пласирао        |
| Чарлс Бароуз         | 100 м                | 11,4          | 2-6/20        | непознато        | 4-9/12           | непознато        | 4/6              | Није се пласирао        | Није се пласирао        |
| Фредерик Молони      | 100 м                | непознато     | 6-12/20       | непознато        | 4-9              | непознато        | 4/6              | Није се пласирао        | Није се пласирао        |
| Фредерик Молони      | 110 м препоне        |               |               | непознато        | 4-5/9            | 17,0             | 1-2/5            | 15,6                    |                         |
| Фредерик Молони      | 200 м препоне        | непознато     | 5-6/11        |                  |                  |                  |                  | Није се пласирао        | Није се пласирао        |
| Тадијус Маклејн      | 100 м                | непознато     | 7-12/20       | непознато        | 4-9/12           | непознато        | 3-6/6            | Није се пласирао        | Није се пласирао        |
| Тадијус Маклејн      | 200 м препоне        |               |               | непознато        | 5-6/11           |                  |                  | Није се пласирао        | Није се пласирао        |
| Тадијус Маклејн      | 4.000 м препреке     |               |               |                  |                  |                  |                  | Није завршио            | Није завршио            |
| Тадијус Маклејн      | скок удаљ            | 6,665         | 6/12          |                  |                  |                  |                  | Није се пласирао        | Није се пласирао        |
| Диксон Бордмен       | 100 м                | непознато     | 7-12/20       | непознато        | 10-12/12         | Није се пласирао | Није се пласирао | Није се пласирао        | Није се пласирао        |
| Диксон Бордмен       | 400 м                |               |               | 51,2             | 2/15             |                  |                  | Није стартовао, протест | Није стартовао, протест |
| Хенри Слек           | 100 м                | непознато     | 13-18/20      | Није се пласирао | Није се пласирао | Није се пласирао | Није се пласирао | Није се пласирао        | Није се пласирао        |
| Хенри Слек           | 400 м                |               |               | непознато        | 7-9/15           |                  |                  | Није се пласирао        | Није се пласирао        |
| Макси Лонг           | 400 м                |               |               | 50,04 ОР         | 1/15             |                  |                  | 49,4 ОР                 |                         |
| Вилијам Молони       | 400 м                |               |               | 51,0             | 2/15             |                  |                  | Није стартовао, протест | Није стартовао, протест |
| Хари Ли              | 400 м                |               |               | непознато        | 4-6/15           |                  |                  | Није стартовао, протест | Није стартовао, протест |
| Харви Лорд           | 400 м                |               |               | непознато        | 7-9/15           |                  |                  | Није се пласирао        | Није се пласирао        |
| Харви Лорд           | 800 м                |               |               | непознато        | 7-9/18           |                  |                  | Није се пласирао        | Није се пласирао        |
| Волтер Драмхелер     | 400 м                |               |               | непознато        | 13-15/15         |                  |                  | Није се пласирао        | Није се пласирао        |
| Волтер Драмхелер     | 800 м                |               |               | непознато        | 17-18/18         |                  |                  | Није се пласирао        | Није се пласирао        |
| Џон Крејган          | 800 м                |               |               | 2:03,0           | 3/18             |                  |                  | 2:03,0                  |                         |
| Хауард Хејз          | 800 м                |               |               | непознато        | 7-9/18           |                  |                  | Није се пласирао        | Није се пласирао        |
| Џастус Скрафорд      | 800 м                |               |               | непознато        | 7-9/18           |                  |                  | Није се пласирао        | Није се пласирао        |
| Едвард Бушнел        | 800 м                |               |               | непознато        | 10-18/18         |                  |                  | Није се пласирао        | Није се пласирао        |
| Харисон Смит         | 800 м                |               |               | непознато        | 10-18/18         |                  |                  | Није се пласирао        | Није се пласирао        |
| Едвард Меклинг       | 800 м                |               |               | непознато        | 10-18/18         |                  |                  | Није се пласирао        | Није се пласирао        |
| Дејвид Хол           | 800 м                |               |               | 1:59,0 ОР        | 1/15             |                  |                  | непознато               |                         |
| Дејвид Хол           | 1.500 м              |               |               |                  |                  |                  |                  | неознато                | 4                       |
| Џон Бреј             | 1.500 м              |               |               |                  |                  |                  |                  | 4:07,2                  |                         |
| Џон Бреј             | 800 м                |               |               | непознато        | 4-6/15           |                  |                  | непознато               | 6                       |
| Артур Њутн           | маратон              |               |               |                  |                  |                  |                  | 4:04,12                 | 5                       |
| Артур Њутн           | 2.500 препреке       |               |               |                  |                  |                  |                  | непознато               | 4                       |
| Џон Меклејн          | 110 м препоне        | непознато     | 6-7/9         |                  |                  | 17,0 ОР          | 1-2/5            | 15,5                    |                         |
| Џон Меклејн          | скок удаљ            | 6,665         | 6/12          |                  |                  |                  |                  | Није се пласирао        | Није се пласирао        |
| Џон Меклејн          | троскок              |               |               |                  |                  |                  |                  | непознато               | 7-13/13                 |
| Џон Меклејн          | троскок без залета   |               |               |                  |                  |                  |                  | непознато               | 5-10/10                 |
| Вилијам Луис         | 110 м препоне        | непознато     | 6-7/9         |                  |                  | непознато        | 3-4/5            | Није се пласирао        | Није се пласирао        |
| Вилијам Луис         | 200 м препоне        |               |               | непознато        | 9-10/11          |                  |                  | Није се пласирао        | Није се пласирао        |
| Вилијам Луис         | 400 м препоне        |               |               | непознато        | 4/5              |                  |                  | Није стартовао, протест | Није стартовао, протест |
| Вилијам Ремингтон    | 110 м препоне        | непознато     | 4-5/9         |                  |                  | непознато        | 3-4/5            | Није се пласирао        | Није се пласирао        |
| Вилијам Ремингтон    | 200 м препоне        |               |               | непознато        | 7-8/11           |                  |                  | Није се пласирао        | Није се пласирао        |
| Вилијам Ремингтон    | скок удаљ            | 6,725         | 4/5           |                  |                  |                  |                  | 6,825                   | 4                       |
| Мајер Принстајн      | скок удаљ            | 7,175 ОР      | 1/12          |                  |                  |                  |                  | Није скакао             |                         |
| Мајер Принстајн      | троскок              |               |               |                  |                  |                  |                  | 14,47 ОР                |                         |
| Џејмс Брендан Коноли | троскок              |               |               |                  |                  |                  |                  | 13,97                   |                         |
| Луис Шелдон          | троскок              |               |               |                  |                  |                  |                  | 13,64                   |                         |
| Луис Шелдон          | скок удаљ без залета |               |               |                  |                  |                  |                  | 3,02                    | 4/4                     |
| Луис Шелдон          | скок увис без залета |               |               |                  |                  |                  |                  | 1,50                    |                         |
| Луис Шелдон          | троскок без залета   |               |               |                  |                  |                  |                  | 9,45                    | 4/10                    |
| Реј Јури             | троскок без залета   |               |               |                  |                  |                  |                  | 10,58 ОР                |                         |
| Реј Јури             | скок удаљ без залета |               |               |                  |                  |                  |                  | 3,21 ОР                 |                         |
| Реј Јури             | скок увис без залета |               |               |                  |                  |                  |                  | 1,665 НРС               |                         |
| Ирвинг Бакстер       | скок увис без залета |               |               |                  |                  |                  |                  | 1,525                   |                         |
| Ирвинг Бакстер       | скок увис            |               |               |                  |                  |                  |                  | 1,90 ОР                 |                         |
| Ирвинг Бакстер       | скок удаљ без залета |               |               |                  |                  |                  |                  | 3,135                   |                         |
| Ирвинг Бакстер       | троскок без залета   |               |               |                  |                  |                  |                  | 9,95                    |                         |
| Ирвинг Бакстер       | скок мотком          |               |               |                  |                  |                  |                  | 3,30 =ОР                |                         |
| Мередит Колкет       | скок мотком          |               |               |                  |                  |                  |                  | 3,25                    |                         |
| Данијел Хортон       | троскок              |               |               |                  |                  |                  |                  | непознато               | 7-13 /13                |
| Данијел Хортон       | троскок без залета   |               |               |                  |                  |                  |                  | непознато               | 5-10 /10                |
| Роберт Гарет         | троскок без залета   |               |               |                  |                  |                  |                  | 9,50                    |                         |
| Роберт Гарет         | бацање диска         | Нема резултат | Нема резултат |                  |                  |                  |                  | Није се пласирао        | Није се пласирао        |
| Роберт Гарет         | бацање кугле         | 12,85         | 3/11          |                  |                  |                  |                  | Није бацао              |                         |
| Џозаја Макракен      | бацање кугле         | 12,37         | 2/11          |                  |                  |                  |                  | Није бацао              |                         |
| Џозаја Макракен      | бацање диска         | 32,00         | 10/16         |                  |                  |                  |                  | Није се пласирао        | Није се пласирао        |
| Џозаја Макракен      | бацање кладива       |               |               |                  |                  |                  |                  | 43,58                   |                         |
| Џох Фланаган         | бацање кладива       |               |               |                  |                  |                  |                  | 51,01                   |                         |
| Џох Фланаган         | бацање диска         | 33,00         | 7/16          |                  |                  |                  |                  | Није се пласирао        | Није се пласирао        |
| Ричард Шелдон        | бацање диска         | 34,10         | 3/16          |                  |                  |                  |                  | 34,60                   |                         |
| Ричард Шелдон        | бацање кугле         | 13,80 ОР      | 1/11          |                  |                  |                  |                  | 14,40 ОР                |                         |
| Тракстун Хер         | бацање кугле         | 10,92         | 8/11          |                  |                  |                  |                  | Није се пласирао        | Није се пласирао        |
| Тракстун Хер         | бацање диска         | Нема резултат | Нема резултат |                  |                  |                  |                  | Није се пласирао        | Није се пласирао        |
| Тракстун Хер         | бацање кладива       |               |               |                  |                  |                  |                  | 46,26                   |                         |

### Бициклизам
Ово је било прво учествовање САД у бициклизму на Летњим олимпијским играма. Учествовао је један учесник који се такмичио у обе дисциплине, освојивши бронзану медаљу у дисциплини спринта на 2.000 метара и постао једини бициклиста ван Француске који је освојио медаљу у бициклизму.
| Бициклиста     | Дисциплина | 1 круг            | четвртфинале             | Полуфинале            | Финале       |
| -------------- | ---------- | ----------------- | ------------------------ | --------------------- | ------------ |
| Џон Хенри Лејк | спринт     | 1. место 6. група | 1. место 1. четвртфинале | 1. место 1 полуфинале |              |
| Џон Хенри Лејк | 25 км      |                   |                          |                       | Није завршио |

### Веслање
| Дисциплина | Веслачи | Полуфинале | Полуфинале | Финале   | Финале |
| Дисциплина | Веслачи | Резултат   | Место      | Резултат | Место  |
| ---------- | --- | ---------- | ---------- | -------- | ------ |
| Осмерац    | Вилијанм Кар, Хари Дебек, Џон Ексли, Џон Гајгер, Едвин Хидли, Џејмс Џувенал, Роско Локвуд, Едвард Марш, Луис Абел (кормилар) | 5:15,4     | 1 ПФ2      | 6:07,8   |        |

### Мачевање
Број и имена америчких такмичара у разним изворима су различити 2 или 3 јер се Ivan, Viscount d'Oyley у једном води као представник САД а у другом Француске. Постоји и разлика у имену такмичара који се такмичио у сабљи за професионалне тренере Otto Schoenfeld или N. Orleans. У овом тексту су подаци са сајта  SR/Olympics Sports
| Дисциплина                      | Такмичар    | Прва коло   | ЧФ                   | Репасаж              | ПФ                   | Финале               | Пласман |
| ------------------------------- | ----------- | ----------- | -------------------- | -------------------- | -------------------- | -------------------- | ------- |
| Мач појединачно                 | Иван Еванс, | 3-6         | није прошао          |                      | није се квалификовао | није се квалификовао | 38-104  |
| Флорет појединачно              |             | Није прошао | Није се квалификовао | Није се квалификовао | Није се квалификовао | Није се квалификовао | 38-54   |
| Сабља за проофесионалне тренере |             | Није прошао |                      |                      | Није се квалификовао | Није се квалификовао | 17-29   |

### Пливање
| Пливач       | Дисциплина     | Група | Група   | Полуфинале | Полуфинале | Финале           | Финале           |
| Пливач       | Дисциплина     | Време | Пласман | Време      | Пласман    | Време            | Пласман          |
| ------------ | -------------- | ----- | ------- | ---------- | ---------- | ---------------- | ---------------- |
| Фред Хендшел | 200 м слободно |       |         | 3:42,0     | 18 / 26    | Није се пласирао | Није се пласирао |
| Фред Хендшел | 200 м препреке |       |         | 3:45,2     | 12/12      | Није се пласирао | Није се пласирао |

### Тенис
На Тениском турниру у четири дисциплине учествовало је 5 тенисера (2. жене и 3 мушкарца. Иако су освојили 3 медаље, само једна Мерион Џоунс у појединачној конкуренцији је приписана медаљама САд, а остале две сребрна Базил Спалдинг де Гармендија и бронзана Мерион Џоунс у играма мушких и мешовитих парова су приписане мешовитим тимовима.
| Дисциплина           | Тенисер                                               | Прво коло                                                           | Четвртфинале                                                              | Полуфинале                                            | Финале             | Место             |
| Дисциплина           | Тенисер                                               | Противник Резултат                                                  | Противник Резултат                                                        | Противник Резултат                                    | Противник Резултат | Место             |
| -------------------- | ----------------------------------------------------- | ------------------------------------------------------------------- | ------------------------------------------------------------------------- | ----------------------------------------------------- | ------------------ | ----------------- |
| Мушкарци појединачно | Чарлс Војт                                            | Базил Спалдинг де Гармендија САД Пор. 1-6, 3-6                      | Није се пласирао                                                          | Није се пласирао                                      | Није се пласирао   | Није се пласирао  |
| Мушкарци појединачно | Чарлс Сендс                                           | Харолд Махони · Уједињено Краљевство · Пор. 2-6, 3-6                | Није се пласирао                                                          | Није се пласирао                                      | Није се пласирао   | Није се пласирао  |
| Мушкарци појединачно | Базил Спалдинг де Гармендија                          | Чарлс Војт САД Поб. 6-1, 6-3                                        | Лоренс Доерти · Уједињено Краљевство · Пор. 2-6, 6-8                      | Није се пласирао                                      | Није се пласирао   | Није се пласирао  |
| Жене појединачно     | Мерион Џоунс                                          |                                                                     | Слободна                                                                  | Шарлот Купер · Уједињено Краљевство · Пор. 2-6, 5-7   | Није се пласирала  |                   |
| Жене појединачно     | Џорџина Џоунс                                         |                                                                     | Елен Прево Француска Пор. 6-0, 6-1                                        | Није се пласирала                                     | Није се пласирала  | Није се пласирала |
| Мушки парови         | Базил Спалдинг де Гармендија · Макс Декугис Француска |                                                                     | Чарлс Сендс САД · Арчибалд Ворден Уједињено Краљевство · Поб. 6-3, 7-5    | Жорж ла Шапел · Андре Прево Француска · Пор. 2-6, 4-6 | Нису се пласирали  |                   |
| Мушки парови         | Чарлс Сендс · Арчибалд Ворден Уједињено Краљевство    |                                                                     | Базил Спалдинг де Гармендија САД · Макс Декугис Француска · Пор. 3-6, 5-7 | Нису се пласирали                                     | Нису се пласирали  | Нису се пласирали |
| Мешовити парови      | Мерион Џоунс · Лоренс Доерти · Уједињено Краљевство   | Џорџина Џоунс Чарлс Сендс САД Поб 6-1, 7-5                          | Шарлота Купер · Реџиналд Доерти · Уједињено Краљевство · Пор. 2-6, 4-6    | Нису се пласирали                                     | Нису се пласирали  |                   |
| Мешовити парови      | Џорџина Џоунс Чарлс Сендс САД                         | Мерион Џоунс · Лоренс Доерти · Уједињено Краљевство · Пор. 1-6, 5-7 | Нису се пласирали                                                         | Нису се пласирали                                     | Нису се пласирали  | Нису се пласирали |

## Занимљивисти
Игре у Паризу обележили су бројни протести америчких спортиста, којима из верских разлога, није одговарало што се такмичења одржавају у недељу. У историји олимпизма остао је, тим поводом, забележен сукоб америчких атлетичара Алвина Крензлајна и Мајера Принстајна, који су се након освајања прва два места у квалификацијама скока удаљ, договорили да не наступе у финалу, зато што је било заказано за недељу. 
Крезцлајн је, међутим, прекршио договор, изашао на скакалиште и за један сантиметар надмашио Принстајнов резултат из квалификација и освојио златну медаљу. Љут зато што је Крензлајн прекршио договор Принстајн је на церемонији доделе медаља напао свог ривала и ударио га шаком у главу.